# Beweging van Niet-Gebonden Landen
De Beweging van Niet-Gebonden Landen, Groep van Niet-Gebonden Landen of Niet-Gebonden Landen kwam in september 1961 voor het eerst bij elkaar op de Conferentie van hoofden van staat of regering van ongebonden landen, onder impuls van Egypte, Joegoslavië, Indonesië en India, om de landen te verenigen die zich niet gebonden voelden aan de twee grote bestaande blokken uit de Koude Oorlog, met name het Westen en het Oostblok. De conferentie borduurde voort op de besprekingen tijdens de Conferentie van Bandung, waarbij getracht werd de Afro-Aziatische relaties te verbeteren en men zich uitsprak tegen alle vormen van (neo-)kolonialisme en imperialisme. 120 landen zijn momenteel lid.
De meeste lidstaten vallen (of vielen) onder de derde wereld en waren in sommige gevallen wel degelijk gebonden aan een van de twee machtsblokken. Het einde van de Koude Oorlog eind jaren tachtig bracht een verandering teweeg in het concept van de organisatie. Nu is het eerder een forum voor de verschillende landen om gemeenschappelijke belangen en standpunten te bespreken. De beweging streeft ernaar met gezamenlijke standpunten te komen op vergaderingen van de Verenigde Naties en andere intergouvernementele organisaties.

## Voorzitter
- Initiatiefnemer voor het vormen van de organisatie was de Indonesische president Soekarno. De eerste voorzitter van de Beweging van Niet-Gebonden Landen werd van 1961 tot 1964 de Joegoslavische president Tito. Hij werd opgevolgd door de Egyptische president Nasser, die voorzitter was van 1964 tot 1970.
- In 2019 ging het voorzitterschap over van de Venezolaanse president Nicolás Maduro op Ilham Aliyev, de president van Azerbeidzjan

| Voorzitters van de Organisatie van Niet-gebonden Landen | Voorzitters van de Organisatie van Niet-gebonden Landen | Voorzitters van de Organisatie van Niet-gebonden Landen | Voorzitters van de Organisatie van Niet-gebonden Landen |
| Naam                                                    | Land                                                    | van                                                     | Tot                                                     |
| ------------------------------------------------------- | ------------------------------------------------------- | ------------------------------------------------------- | ------------------------------------------------------- |
| Josip Broz Tito                                         | Joegoslavië                                             | 1961                                                    | 1964                                                    |
| Gamal Abdel Nasser                                      | Egypte                                                  | 1964                                                    | 1970                                                    |
| Kenneth Kaunda                                          | Zambia                                                  | 1970                                                    | 1973                                                    |
| Houari Boumédienne                                      | Algerije                                                | 1973                                                    | 1976                                                    |
| William Gopallawa                                       | Sri Lanka                                               | 1976                                                    | 1978                                                    |
| Junius Richard Jayawardene                              | Sri Lanka                                               | 1978                                                    | 1979                                                    |
| Fidel Castro                                            | Cuba                                                    | 1979                                                    | 1983                                                    |
| Neelam Sanjiva Reddy                                    | India                                                   | 1983                                                    | 1983                                                    |
| Zail Singh                                              | India                                                   | 1983                                                    | 1986                                                    |
| Robert Mugabe                                           | Zimbabwe                                                | 1986                                                    | 1989                                                    |
| Janez Drnovšek                                          | Joegoslavië                                             | 1989                                                    | 1990                                                    |
| Borisav Jović                                           | Joegoslavië                                             | 1990                                                    | 1991                                                    |
| Stjepan (Stipe) Mesić                                   | Joegoslavië                                             | 1991                                                    | 1991                                                    |
| Branko Kostić                                           | Joegoslavië                                             | 1991                                                    | 1992                                                    |
| Dobrica Ćosić                                           | Joegoslavië                                             | 1992                                                    | 1992                                                    |
| Suharto                                                 | Indonesië                                               | 1992                                                    | 1995                                                    |
| Ernesto Samper Pizano                                   | Colombia                                                | 1995                                                    | 1998                                                    |
| Andrés Pastrana Arango                                  | Colombia                                                | 1998                                                    | 1998                                                    |
| Nelson Mandela                                          | Zuid-Afrika                                             | 1998                                                    | 1999                                                    |
| Thabo Mbeki                                             | Zuid-Afrika                                             | 1999                                                    | 2003                                                    |
| Tun Mahathir bin Mohammad                               | Maleisië                                                | 2003                                                    | 2003                                                    |
| Datuk Seri Abdullah Ahmad Badawi                        | Maleisië                                                | 2003                                                    | 2006                                                    |
| Fidel Castro                                            | Cuba                                                    | 2006                                                    | 2008                                                    |
| Raúl Castro                                             | Cuba                                                    | 2008                                                    | 2009                                                    |
| Hosni Moebarak                                          | Egypte                                                  | 2009                                                    | 2011                                                    |
| Mohamed Hussein Tantawi                                 | Egypte                                                  | 2011                                                    | 2012                                                    |
| Mohamed Morsi                                           | Egypte                                                  | 2012                                                    | 2012                                                    |
| Mahmoud Ahmadinejad                                     | Iran                                                    | 2012                                                    | 2013                                                    |
| Hassan Rohani                                           | Iran                                                    | 2013                                                    | heden                                                   |

## Leden

### Afrika
| - Angola - Algerije - Benin - Botswana - Burkina Faso - Burundi - Centraal-Afrikaanse Republiek - Comoren - Congo-Brazzaville - Congo-Kinshasa - Djibouti - Egypte - Equatoriaal-Guinea - Eritrea | - Ethiopië - Gabon - Gambia - Ghana - Guinee - Guinee-Bissau - Kaapverdië - Kameroen - Kenia - Lesotho - Liberia - Libië - Madagaskar | - Malawi - Mali - Marokko - Mauritius - Mauritanië - Mozambique - Namibië - Niger - Nigeria - Ivoorkust - Rwanda - Sao Tomé en Principe - Senegal | - Seychellen - Sierra Leone - Somalië - Soedan - Swaziland - Tanzania - Togo - Tsjaad - Tunesië - Oeganda - Zambia - Zimbabwe - Zuid-Afrika |

### Amerika
| - Antigua en Barbuda - Bahama's - Barbados - Belize - Bolivia - Chili - Colombia | - Cuba - Dominica - Dominicaanse Republiek - Ecuador - Grenada - Guatemala - Guyana | - Haïti - Honduras - Jamaica - Nicaragua - Panama - Peru | - Saint Kitts en Nevis - Saint Lucia - Saint Vincent en de Grenadines - Suriname - Trinidad en Tobago - Venezuela |

### Azië
| - Afghanistan - Bahrein - Bangladesh - Brunei - Bhutan - Cambodja - Filipijnen - India - Indonesië | - Irak - Iran - Jemen - Jordanië - Koeweit - Laos - Libanon - Maleisië - Malediven | - Mongolië - Myanmar - Nepal - Noord-Korea - Oezbekistan - Oman - Oost-Timor - Pakistan - Palestina | - Qatar - Saoedi-Arabië - Singapore - Syrië - Sri Lanka - Thailand - Turkmenistan - Verenigde Arabische Emiraten - Vietnam |

### Europa
- Wit-Rusland
- Azerbeidzjan

### Oceanië
- Papoea-Nieuw-Guinea
- Vanuatu
- Fiji

## Waarnemende leden
| - Armenië - Bosnië en Herzegovina - Brazilië | - China - Costa Rica - El Salvador - Kazachstan | - Kirgizië - Kroatië - Mexico - Montenegro | - Oekraïne - Paraguay - Servië - Uruguay |